# Аквилария
Аквила́рия (лат. Aquilária) — род деревянистых растений семейства Волчниковые (Thymelaeaceae).

## Ботаническое описание
Деревья до 20 м высотой. Листья простые, цельнокрайние, заострённые. Цветки на цветоножках, одиночные или собраны в щитковидные соцветия; околоцветник кожистый, пятираздельный, колокольчатый; тычинок 10. Плод — односемянная или двусемянная, деревянистая коробочка.

## Значение и применение
Некоторые виды используются для получения ароматической древесины, называемой алойное дерево, орлиное дерево, каламбак, или райское дерево. 
Эта древесина в связи со своей ароматичностью с давних времён у восточных народов считалось целебной. В древности употреблялась при бальзамировании. В Китае её употребляли как лекарство для укрепления почек и для курения.

## Виды
По информации базы данных The Plant List, род включает 22 вида:
- Aquilaria apiculata Merr.
- Aquilaria baillonii Pierre ex Lecomte
- Aquilaria banaense P.H.Hô
- Aquilaria banaensis P.H.Hô
- Aquilaria beccariana Tiegh.
- Aquilaria brachyantha (Merr.) Hallier f.
- Aquilaria citrinicarpa (Elmer) Hallier f.
- Aquilaria crassna Pierre ex Lecomte
- Aquilaria cumingiana (Decne.) Ridl.
- Aquilaria decemcostata Hallier f.
- Aquilaria filaria (Oken) Merr.
- Aquilaria hirta Ridl.
- Aquilaria khasiana Hallier f.
- Aquilaria malaccensis Lam. typus[1]
- Aquilaria microcarpa Baill.
- Aquilaria parvifolia (Quisumb.) Ding Hou
- Aquilaria rostrata Ridl.
- Aquilaria rugosa K.Le-Cong & Kessler
- Aquilaria sinensis (Lour.) Spreng. — Аквилария китайская
- Aquilaria subintegra Ding Hou
- Aquilaria urdanetensis (Elmer) Hallier f.
- Aquilaria yunnanensis S.C.Huang